# Haploglossa villosula
Haploglossa villosula är en skalbaggsart som först beskrevs av Stephens 1832.  Haploglossa villosula ingår i släktet Haploglossa, och familjen kortvingar. Arten är reproducerande i Sverige.